# Alliopsis sepiella
Alliopsis sepiella este o specie de muște din genul Alliopsis, familia Anthomyiidae. A fost descrisă pentru prima dată de Zetterstedt în anul 1845. Conform Catalogue of Life specia Alliopsis sepiella nu are subspecii cunoscute.